# سامي ناصر
سامي ناصر كان جيولوجيا فلسطينيا ورائدًا في صناعة النفط والغاز، وُلد بمدينة القدس في 4 أكتوبر (تشرين الأول) عام 1913، وعمل في شركة نفط العراق حتى اندلاع الثورة العراقية عام 1958 عندئذ سافر إلى أيرلندا وحصل على الجنسية الأيرلندية، ثم انتقل لاحقًا إلى أستراليا واستقر بها حتى توفي في مدينة نيوساوث ويلز الأسترالية في 17 نوفمبر (تشرين الثاني) عام 1995.

## حياته
وُلد سامي ناصر في مدينة القدس في 4 أكتوبر (تشرين الأول) عام 1913 لأسرة فلسطينية مسيحية حيث كان والداه ينتميان لكنيسة الروم الأرثوذكس في القدس. حصل سامي ناصر على شهادة البكالوريا من كلية الأخوة في القدس عام 1931، ثم أجرى المزيد من الدراسات في جامعة لندن، وفي عام 1935، انتقل إلى الولايات المتحدة الأمريكية لدراسة الهندسة الجيولوجية في كلية نيو مكسيكو للمناجم، والتي تخرج منها حاصلا على درجة البكالوريوس في العلوم في عام 1938. انتقل سامي ناصر بعد تخرجه إلى العراق، وكان واحدًا من الجيولوجيين العرب القلائل الذين عملوا في شركة نفط العراق. وفي عام 1961، انتقل سامي ناصر إلى أستراليا حيث عمل في مكتب الموارد المعدنية والجيولوجيا والجيوفيزياء التابع لوزارة التنمية الوطنية الأسترالية، وفي العام التالي، التحق بالعمل كمدير للتنقيب وكبير للجيولوجيين في شركة أمبول إكبلوريشن، وهي شركة تابعة لشركة أمبول للبترول، وتدرج في المناصب إلى أن عُيّن مديرًا للشركة مع هارولد راجات في عام 1965.

## وفاته
توفي سامي ناصر في منزله في مرتفعات بالغولة، بمدينة نيو ساوث ويلز الأسترالية في 17 نوفمبر (تشرين الثاني) عام 1995، وأطلق اسمه على معهد المواد المتقدمة في كلية ترينيتي التي افتتحت في الجامعة الأيرلندية عام 2001.